# 1911 no teatro

## Nascimentos
| Data           | Nome           | Profissão                  | Nacionalidade  | Observações | Ref |
| -------------- | -------------- | -------------------------- | -------------- | ----------- | --- |
| 27 de Maio     | Vincent Price  | ator                       | Estados Unidos | m. 1993     |     |
| 16 de Julho    | Ginger Rogers  | atriz, dançarina e cantora | Estados Unidos | m. 1995     |     |
| 18 de Julho    | Hume Cronyn    | ator                       | Canadá         | m. 2003     |     |
| 21 de setembro | Ribeirinho     | ator e realizador          | Portugal       | m. 1984     |     |
| 26 de Novembro | Mário Lago     | ator                       | Brasil         | m. 2002     |     |
| 29 de Novembro | Walter D'Ávila | ator e humorista           | Brasil         | m. 1996     |     |
| 8 de Dezembro  | Lee J. Cobb    | ator                       | Estados Unidos | m. 1976     |     |
| 18 de Dezembro | Jules Dassin   | cineasta                   | Estados Unidos | m. 2008     |     |

## Mortes
| Data | Nome                    | Profissão                                   | Nacionalidade | Observações | Ref   |
| ---- | ----------------------- | ------------------------------------------- | ------------- | ----------- | ----- |
| ??   | António de Sousa Bastos | dramaturgo, empresário teatral e jornalista | Portugal      | n. 1844     | [ 1 ] |